# Fred Rose
Fred Rose (Evansville, 24 agosto 1898 – Nashville, 1º dicembre 1954) è stato un cantautore statunitense.

## Biografia
Nato in Indiana, ha iniziato a suonare il piano da bambino. Da adolescente si è trasferito a Chicago, dove ha lavorato anche nel settore vaudeville. Per un breve periodo ha vissuto a Nashville, lavorando in radio. Ha quindi collaborato con Ray Whitley iniziando a scrivere musica country e western per film. La collaborazione tra i due artisti si è prolungata nel tempo con frequenti incursioni nel mondo di Hollywood.
Negli anni '40 ha collaborato spesso con Roy Acuff. Ha portato avanti anche il ruolo di produttore esecutivo musicale con grande successo.

## Riconoscimenti
Rose è inserito nella Country Music Hall of Fame dal 1961. Inoltre è nella Songwriters Hall of Fame dal 1985.